# Pallacanestro Virtus Roma 2014-2015
Questa voce raccoglie le informazioni riguardanti la Pallacanestro Virtus Roma nelle competizioni ufficiali della stagione 2014-2015.

## Stagione
La stagione 2014-2015 della Pallacanestro Virtus Roma sponsorizzata Acea, è la 35ª nel massimo campionato italiano di pallacanestro, la Serie A.

## Roster
Aggiornato al 17 marzo 2017.
| Virtus Roma 2014-15 | Virtus Roma 2014-15 |
| Giocatori           | Staff tecnico       |
| ------------------- | ------------------- |

| N. | Naz.                                                   | Ruolo | Nome                 | Anno | Alt.   | Peso   |  |
| -- | ------------------------------------------------------ | ----- | -------------------- | ---- | ------ | ------ |  |
| 1  | Stati Uniti (bandiera) · Liberia (bandiera)            | G     | Austin Freeman       | 1989 | 196 cm | 98 kg  |  |
| 3  | Canada (bandiera) · Nigeria (bandiera)                 | A     | Melvin Ejim          | 1991 | 201 cm | 99 kg  |  |
| 5  | Stati Uniti (bandiera)                                 | P     | Brandon Triche       | 1991 | 190 cm | 95 kg  |  |
| 6  | Stati Uniti (bandiera) · Guinea Equatoriale (bandiera) | A     | Bobby Jones          | 1984 | 201 cm | 98 kg  |  |
| 7  | Stati Uniti (bandiera)                                 | G     | Ramel Curry          | 1980 | 192 cm | 91 kg  |  |
| 10 | Italia (bandiera)                                      | PG    | Lorenzo D'Ercole (C) | 1988 | 190 cm | 88 kg  |  |
| 12 | Italia (bandiera)                                      | G     | Daniele Sandri       | 1990 | 197 cm | 90 kg  |  |
| 14 | Belgio (bandiera)                                      | C     | Maxime De Zeeuw      | 1987 | 205 cm | 108 kg |  |
| 15 | Ucraina (bandiera) · Italia (bandiera)                 | C     | Oleksandr Kuščev     | 1990 | 201 cm | 100 kg |  |
| 16 | Italia (bandiera)                                      | PG    | Matteo Finamore      | 1996 | 186 cm |        |  |
| 16 | Italia (bandiera)                                      | P     | Marco Reali          | 1995 | 188 cm | 85 kg  |  |
| 17 | Italia (bandiera)                                      | G     | Gabriele Romeo       | 1997 | 180 cm |        |  |
| 20 | Figi (bandiera) · Nuova Zelanda (bandiera)             | AP    | Mika Vukona          | 1982 | 198 cm | 98 kg  |  |
| 22 | Stati Uniti (bandiera)                                 | G     | Kyle Gibson          | 1987 | 196 cm | 93 kg  |  |
| 24 | Croazia (bandiera)                                     | P     | Rok Stipčević        | 1986 | 186 cm | 86 kg  |  |
| 25 | Stati Uniti (bandiera)                                 | C     | Jordan Morgan        | 1991 | 204 cm | 113 kg |  |
| 30 | Italia (bandiera)                                      | C     | Rei Pullazi          | 1993 | 203 cm | 100 kg |  |
| 53 | Nigeria (bandiera) · Regno Unito (bandiera)            | C     | Ndudi Ebi            | 1984 | 207 cm | 109 kg |  |
|    | Italia (bandiera)                                      | A     | Davide Alviti        | 1996 | 197 cm |        |  |
|    | Italia (bandiera)                                      | G     | Filippo Belloni      | 1998 | 193 cm |        |  |
|    | Italia (bandiera)                                      | C     | Daniele Ciambrone    | 1996 | 200 cm |        |  |
|    | Italia (bandiera)                                      | A     | Mattia Tarquinio     | 1996 | 198 cm |        |  |
|    | Stati Uniti (bandiera) · Italia (bandiera)             | P     | Marco Salari         | 1996 | 185 cm |        |  |

| Allenatore                                                                                   |
| - Luca Dalmonte                                                                              |
| Assistente/i                                                                                 |
| - Federico Fucà - Umberto Zanchi Legenda - (C) Capitano - (IN) Inattivo - Infortunato Roster |

## Mercato

### Sessione estiva
| Acquisti | Acquisti         | Acquisti            | Acquisti      | Acquisti |
| R.       | Nome             | da                  | Modalità      |          |
| -------- | ---------------- | ------------------- | ------------- | -------- |
| A        | Melvin Ejim      | Iowa St. Cyclones   | definitivo    |          |
| G        | Daniele Sandri   | PMS Torino          | definitivo    |          |
| P        | Brandon Triche   | Aquila Trento       | definitivo    |          |
| C        | Maxime De Zeeuw  | Anversa Giants      | definitivo    |          |
| G        | Kyle Gibson      | Pistoia Basket      | definitivo    |          |
| C        | Oleksandr Kuščev |                     | definitivo    |          |
| P        | Rok Stipčević    | Tofaş Bursa         | definitivo    |          |
| C        | Jordan Morgan    | Michigan Wolverines | definitivo    |          |
| C        | Filippo Gorrieri | A. Costa Imola      | fine prestito |          |

| Cessioni | Cessioni            | Cessioni         | Cessioni       | Cessioni |
| R.       | Nome                | a                | Modalità       |          |
| -------- | ------------------- | ---------------- | -------------- | -------- |
| PG       | Phil Goss           | Reyer Venezia    | fine contratto |          |
| P        | Josh Mayo           | Torku Konyaspor  | fine contratto |          |
| AP       | Quinton Hosley      | Zielona Góra     | fine contratto |          |
| G        | Jimmy Baron         | Fuenlabrada      | fine contratto |          |
| AC       | Szymon Szewczyk     | AZS Koszalin     | fine contratto |          |
| G        | Riccardo Moraschini | Pall. Mantovana  | fine contratto |          |
| C        | Trevor Mbakwe       | Bamberger        | fine contratto |          |
| AG       | Halil Kanačević     | Olimpija Lubiana | fine contratto |          |
| A        | Alex Righetti       | Eurobasket Roma  | fine contratto |          |
| AC       | Alessandro Tonolli  |                  | ritirato       |          |
| C        | Filippo Gorrieri    | LUISS Roma       | fine contratto |          |

### Dopo l'inizio della stagione
| Acquisti | Acquisti       | Acquisti    | Acquisti   | Acquisti |
| R.       | Nome           | da          | Modalità   |          |
| -------- | -------------- | ----------- | ---------- | -------- |
| G        | Austin Freeman | Orlandina   | definitivo |          |
| C        | Ndudi Ebi      | Free agent  | definitivo |          |
| G        | Ramel Curry    | Limoges CSP | definitivo |          |
| AP       | Mika Vukona    | Free agent  | definitivo |          |

| Cessioni | Cessioni       | Cessioni   | Cessioni                | Cessioni |
| R.       | Nome           | a          | Modalità                |          |
| -------- | -------------- | ---------- | ----------------------- | -------- |
| G        | Kyle Gibson    | Free agent | risoluzione consensuale |          |
| P        | Brandon Triche | Free agent | risoluzione consensuale |          |

## Risultati

### Serie A

#### Regular season

##### Girone di andata
| Roma 12 ottobre 2014 1ª giornata                                                         | Virtus Roma | 75 – 62 (14-16, 38-30, 55-41) referto | Juvecaserta | Palazzetto dello Sport |
| \| \| \| \| \| 21 Gibson 12 Morgan De Zeeuw 11 \| Punti \| 18 Scott 17 Gaines 7 Moore \| |             |                                       |             |                        |
|                                                                                          |             |                                       |             |                        |
| 21 Gibson 12 Morgan De Zeeuw 11                                                          | Punti       | 18 Scott 17 Gaines 7 Moore            |             |                        |